# Edward Osóbka-Morawski
Pour les articles homonymes, voir Morawski.
Edward Bolesław Osóbka-Morawski (né le 5 octobre 1909 à Bliżyn et mort le 9 janvier 1997 à Varsovie) est un homme politique polonais. Il est premier ministre de décembre 1944 à février 1947.

## Biographie
Issu d'une famille d'ouvriers, il travaille en 1923 dans une usine de munitions puis en 1928 à la mairie de Duraczów. Il entre peu après au Parti socialiste polonais.
Il perd son emploi en 1934 en raison de son engagement politique puis travaille en 1936 dans une société coopérative d'habitation à Varsovie. En 1938, il fait des études de droit et d'économie à la faculté de droit de Varsovie.
En septembre 1939, il quitte Varsovie et passe dans la zone dévolue aux Soviétiques en vertu de l'accord secret de partage de la Pologne entre Hitler et les Soviétiques, faisant suite au pacte germano-soviétique de 1939.
Toutefois, il repasse en Pologne exploitée par les Allemands en décembre 1939 et crée alors un mouvement de résistance de tendance socialiste à Varsovie.
En avril 1943, il est un des leaders du mouvement socialiste polonais.
Lors de sa création, le 21 juillet 1944, il préside le Comité polonais de libération nationale, organisation mise en place par les autorités soviétiques, opposée au gouvernement polonais en exil qui est en fonction à Londres et reconnu par les puissances étrangères. Le Comité siège à Lublin et il est également ministre des affaires étrangères.
Le 27 juillet 1944, il signe un accord secret avec Molotov qui reconnait la Ligne Curzon comme frontière orientale de la Pologne.
Le 9 septembre 1944, il signe avec Nikita Khrouchtchev un accord d'échange de population entre la Pologne et l'Ukraine soviétique. Les Polonais vivant à l'est de la ligne Curzon, doivent rentrer en Pologne, tandis que les Ukrainiens demeurant en Pologne doivent rentrer en Ukraine.
En octobre 1944, il est nommé ministre de l'agriculture du Comité polonais de libération nationale.
Le 31 décembre 1944, il est choisi pour être le premier ministre du Gouvernement provisoire de la République de Pologne puis à partir du 28 juin 1945 premier ministre du Gouvernement provisoire d'unité nationale.
Il démissionne le 5 février 1947 après les Élections législatives polonaises de 1947 où il est élu député jusqu'en 1952.
Il est nommé le 5 février 1947 ministre de l'administration publique dans le cabinet de Jozef Cyrankiewicz.
Il entre en 1948 au parti ouvrier unifié polonais, le nouveau parti communiste né de la fusion avec le Parti socialiste polonais. Il est démis de ses fonctions ministérielles en janvier 1949 pour tendances « déviationnistes ». Il devient à partir de 1956 un cadre supérieur de l'appareil du POUP, qu'il quitte en 1970.
Il meurt le 9 janvier 1997, soit huit ans environ après la fin de la Pologne communiste.